# China Construction Bank
China Construction Bank Corporation (CCB) (HKEX: 0939, SSE: 601939) er en kinesisk bank. Det er en af Kinas fire store statsejede banker og i 2011 var CCB den bank i verden med den næststørste markedsværdi. Banken har omkring 13.629 afdelinger i Kina. Desuden driver den udenlandske afdelinger i Frankfurt, Hongkong, Johannesburg, New York, Seoul, Singapore, Tokyo, Melbourne, Sydney og et datterselskab i London. De totale aktiver var i 2009 på 8700 mia. RMB.

## Historie
CCB blev etableret den 1. oktober 1954 under navnet "People's Construction Bank of China" som 26. marts 1996 blev ændret til "China Construction Bank".
I januar 2002 fratrådte Wang Xuebing sin post som bestyrelsesformand for CCB efter at være dømt for at have modtaget bestikkelse, strafudmålingen stod på 12 års fængsel. I marts 2005 fratrådte hans efterfølger Zhang Enzhao med begrundelsen "personlige årsager." Umiddelbart efter fratrædelsen blev han dømt for at have modtaget bestikkelse. Han fik en dom på 15 års fængsel.

### Bank of Americas investering
I 2005 overtog Bank of America en 9 % ejerandel i China Construction Bank for en pris af 3 mia. US $. Det udgjorde Bank of Americas største indtog i Kinas banksektor. Bank of America har afdelinger i Hongkong, Shanghai, Guangzhou og har udvidelsesplaner som resultat af aftalen med CCB.
29. august 2011 bekendtgjorde Bank of America at de ville sælge ca. halvdelen af deres aktier i CCB. 

## Internationale udvidelser
I 2006 overtog CCB Bank of America (Asia), som begyndte i 1912 i Hongkong som Bank of Canton og havde et datterselskab i Macao.
CCB åbnede 2. juni 2009 en London-afdeling.
I 2008 afsendte CCB en ansøgning til NY State Banking Department og Federal Reserve Board om at åbne en afdeling i New York. CCB åbnede officielt afdelingen i New York den 6. juni 2009.
China Construction Bank er medlem af Global ATM Alliance, et joint venture med flere store internationale banker som tillader sine kunder at benytte bankerne i alliancens kontantautomater, betalingskort og checks uden at der opkræves ekstragebyrer.
De øvrige banker er:
- Barclays (Storbritannien),
- Bank of America (USA),
- BNP Paribas (Frankrig),
- Deutsche Bank (Tyskland),
- Santander Serfin (Spanien og Mexico),
- Scotiabank (Canada) og
- Westpac (Australien og New Zealand).[9]

## Børsnotering
I slutningen af 2005 blev China Construction Bank børsnoteret på Hong Kong Stock Exchange (HKEX: 0939). I slutningen af 2007 blev CNBC børsnoteret på Shanghai Stock Exchange (SSE: 601939).